# George Baker (actor)
George Baker (Varna, 1 de abril de 1931-West Lavington, Inglaterra, Reino Unido; 7 de octubre de 2011) fue un actor y guionista inglés, conocido principalmente por su papel de Tiberio en la miniserie Yo, Claudio, y el de Inspector Wexford en la serie televisiva The Ruth Rendell Mysteries.

## Biografía
Su nombre completo era George Morris Baker, y nació en Varna, Bulgaria. Su padre era un hombre de negocios inglés y vicecónsul honorario, y su madre una enfermera irlandesa de la Cruz Roja que se había desplazado a Bulgaria para luchar contra el cólera. Tras su formación en el Lancing College de Sussex, Baker empezó a actuar en teatro de repertorio en Deal, llegando a representar más adelante en el Teatro Old Vic.
De su trabajo teatral destaca una temporada en el Old Vic (1959-61), donde representó Ricardo II, La importancia de llamarse Ernesto y Santa Juana. En 1965 formó una compañía itinerante propia, Candida Plays, con base en el Theatre Royal de Bury St Edmunds. Otro de sus papeles destacados fue el de Claudio en la versión dirigida por Buzz Goodbody de la obra Hamlet, representada para la Royal Shakespeare Company en 1975. 
La primera película de Baker fue The Intruder (1953), pero ganó fama gracias a The Dam Busters (1955), siendo su primer papel protagonista el que llevó a cabo en The Ship That Died of Shame (1955), con Richard Attenborough.
Baker fue primer actor en The Woman for Joe (1955), junto a Diane Cilento, The Feminine Touch (1956), A Hill in Korea (1956, con Robert Shaw y Stanley Baker), The Extra Day (1956), These Dangerous Years (1957, con Frankie Vaughan), No Time for Tears (1957), The Moonraker (1958), y Tread Softly Stranger (1958, junto a Diana Dors), entre otras producciones.
Dos de sus papeles más conocidos fueron el del Capitán Benson en La espía que me amó, y el de Sir Hilary Bray en On Her Majesty's Secret Service, ambos filmes de James Bond. Baker tuvo también un papel sin créditos en otra cinta de Bond, Sólo se vive dos veces. Ian Fleming llegó a considerar a Baker como el candidato ideal para encarnar a James Bond en el cine, pero el personaje fue finalmente interpretado por Sean Connery, pues Baker tenía ya otros compromisos.
Con el paso del tiempo, Baker se convirtió en un actor televisivo. Fue el protagonista de la serie Rupert of Hentzau (1964), Thallon en la serie Undermind (1965), y el segundo (tras Guy Doleman) de los muchos intérpretes que encarnaron la Número Dos en la serie The Prisoner. Tuvo, además, una sitcom propia, Bowler, y trabajó en el primer episodio de Some Mothers Do 'Ave 'Em.
En la aclamada miniserie de 1976 Yo, Claudio, Baker interpretó al emperador Tiberio, papel que inspiró al escritor George R. R. Martin, según sus propias declaraciones, la creación de su personaje Stannis Baratheon.
En 1977 fue el Inspector Roderick Alleyn en la serie Ngaio Marsh Theatre, adaptación de las novelas de misterio de Ngaio Marsh producidas para la televisión de Nueva Zelanda. Desde 1988 a 2000 fue también el Inspector Wexford en una serie adaptación de las historias de misterio de Ruth Rendell, The Ruth Rendell Mysteries, siendo dicho personaje su papel quizás más conocido. En 1993, tras fallecer su segunda esposa, se casó con la actriz Louie Ramsay, la cual actuaba en la misma serie televisiva.
Otras producciones televisivas en las que actuó fueron The Baron, Survivors, Minder, You Gotta Have Friends, Coronation Street, Doctor Who (episodio Full Circle, Midsomer Murders, The Goodies, y No Job for a Lady, entre otras muchas.
En 1980 Baker escribió Fatal Spring, una obra para televisión sobre las vidas de los poetas Wilfred Owen, Siegfried Sassoon y Robert Graves. Se emitió por la BBC Two el 7 de noviembre de 1980. El programa le valió un premio de la paz de las Naciones Unidas. 
A Baker se le nombró en 2007 miembro de la Orden del Imperio Británico.
George Baker falleció en 2011 en West Lavington, Inglaterra, a causa de una neumonía producida tras un accidente cerebrovascular. Tenía 80 años de edad. Le sobrevivieron cinco hijas (cuatro de su primer matrimonio con Julia Squire, y una del segundo con Sally Home).

## Filmografía (selección)
- 1953 : The Intruder
- 1955 : The Ship That Died of Shame
- 1955 : The Dam Busters
- 1955 : The Woman for Joe
- 1956 : The Feminine Touch
- 1956 : A Hill in Korea
- 1956 : The Extra Day
- 1957 : These Dangerous Years
- 1957 : No Time for Tears
- 1958 : The Moonraker
- 1958 : Tread Softly Stranger
- 1959 : Nick of the River (serie TV)
- 1964 : Lancelot and Guinevere
- 1964 : The Finest Hours (voz)
- 1964 : Rupert of Hentzau (serie TV)
- 1965 : The Sullavan Brothers (serie TV)
- 1965 : Curse of the Fly
- 1967 : Mister Ten Per Cent
- 1967 : Sólo se vive dos veces
- 1967 : The Prisoner (serie TV), episodio "Arrival"
- 1969 : Justine
- 1969 : Adiós, Mr. Chips
- 1969 : On Her Majesty's Secret Service
- 1970 : The Executioner
- 1973 : A Warm December
- 1973 : Some Mothers Do 'Ave 'Em (serie TV)
- 1973 : The Protectors (serie TV)
- 1973 : Bowler (serie TV)
- 1975 : Survivors (serie TV)
- 1975 : Three for All
- 1976 : Intimate Games
- 1976 : Las doce pruebas de Astérix (voz)
- 1976 : Yo, Claudio (miniserie TV)
- 1977 : Ngaio Marsh Theatre (miniserie TV)
- 1977 : La espía que me amó
- 1978 : The Thirty Nine Steps
- 1980 : North Sea Hijack
- 1980 : Hopscotch
- 1980 : Doctor Who (serie TV), episodio Full Circle
- 1981 : The Gentle Touch (serie TV)
- 1982-1983 : Triangle (serie TV)
- 1984-1986 : Robin of Sherwood (serie TV)
- 1986 : Time After Time
- 1987 : Out of Order
- 1987 : Miss Marple (serie TV)
- 1987-2000 : Ruth Rendell Mysteries (serie TV)
- 1988 : Bergerac (serie TV)
- 1988 : For Queen & Country
- 1988 : Journey's End (telefilm)
- 1990 : No Job for a Lady (serie TV)
- 1995 : Little Lord Fauntleroy (miniserie TV)
- 2001 : Back to the Secret Garden
- 2001 : Randall & Hopkirk (Deceased) (serie TV), episodio O Happy Isle
- 2005 : Midsomer Murders (serie TV), episodio The House in the Woods
- 2005 : Spooks (serie TV)
- 2007 : Heartbeat
- 2007 : New Tricks (serie TV)

## Publicaciones
- Baker, George (1989). A Cook for All Seasons. Reino Unido: Boxtree. ISBN 978-1-85283-254-4.
- Baker, George (2002). The Way to Wexford. Reino Unido: Headline. ISBN 978-0-7472-5381-5.